# チベット医学
チベット医学（‐いがく）は、チベット仏教のラマ（上師）たちによって伝えられる伝統医学である。土台となるのはインドのアーユルヴェーダ（日本では「仏教医学」と呼ばれるもの）である。1940年代にスタートした中華人民共和国の現代中医学と比べると、内容も古い時代のまま存在する。中国では「蔵医学」とも呼ばれる。

## 概説
尿の匂いや色、味までを用いて診断する方法があり、これは「尿診」とも呼ばれ、チベット医学の特徴の一つである。
また、治療法の主となるのは薬物療法であるが、中国と異なり、チベットでは高山植物が用いられ、自生する植物に乏しいため、鉱物もよく薬として用いられる。
日本漢方や中医学と比べると、日本ではなじみが薄いようだが、現在もチベット大学やダラムサラの研究所で盛んに研究がなされている。
また、チベット占星術とも関連が深い。
一方、中国における「チベット医学におけるルム薬湯」について、2018年11月29日、ユネスコが無形文化遺産への登録勧告を決定している。また、チベット医学の『四部医典』は2023年に世界の記憶にも登録された。